# Kungliga Musikaliska Akademiens Jazzpris
Kungl. Musikaliska Akademiens Jazzpris är ett svenskt musikpris som utdelats sedan år 2001. Fram till och med 2014 delades priset ut årligen men har sedan dess utdelats varannat år.
Pristagaren utses "för ett konstnärskap av stor betydelse för den svenska jazzen". Prissumman är 100 000 kronor.

## Pristagare
- 2001 – Bengt Hallberg
- 2002 – Palle Danielsson
- 2003 – Mats Gustafsson
- 2004 – Bobo Stenson
- 2005 – Monica Zetterlund (postumt)
- 2006 – Joakim Milder
- 2007 – Lennart Åberg
- 2008 – Sofia Jernberg
- 2009 – Bernt Rosengren
- 2010 – Anders Jormin
- 2011 – Fredrik Ljungkvist
- 2012 – Sten Sandell
- 2013 – Rigmor Gustafsson
- 2014 – Jonas Kullhammar
- 2016 – Lina Nyberg
- 2018 - Jan Allan
- 2020  - Christer Bothén
- 2022 – Lars Jansson
- 2024 – Per "Texas" Johansson